# Hebomoia glaucippe
Hebomoia glaucippe is een vlindersoort uit de familie Pieridae (witjes) en de onderfamilie Pierinae.
De wetenschappelijke naam Hebomoia glaucippe werd in 1758 gepubliceerd door Carl Linnaeus in de tiende editie van Systema naturae.

## Kenmerken
De gele vleugels van het mannetje vertonen heldere oranje tippen aan de voorvleugels, terwijl vrouwtjes veel zwart vertonen op voor- en achtervleugels. De spanwijdte bedraagt ongeveer 10 cm.

## Verspreiding en leefgebied
Deze vlindersoort komt voor in Japan, China en van India en Pakistan tot Maleisië in open terreinen en bosachtige gebieden.

## Waardplanten
De waardplanten zijn Capparis-soorten.